# Terry Hemmings
Hon. Terence „Terry“ Henry Hemmings (* 21. September 1936 in Carshalton, Surrey, England) ist ein australischer Gewerkschaftsfunktionär und Politiker der Labor Party, der zwischen 1977 und 1993 Mitglied des South Australian House of Assembly sowie mehrmals Minister war. 

## Leben
Terence „Terry“ Henry Hemmings wurde 1977 Nachfolger von Joyce Eastland als Bürgermeister der City of Elizabeth und bekleidete dieses Amt bis zu seiner Ablösung durch Eve Edge 1979. Bei der Wahl am 17. September 1977 wurde er für die Labor Party im neu geschaffenen Wahlkreis Napier erstmals zum Mitglied der South Australian House of Assembly gewählt, des Unterhauses des Parlaments von South Australia. Er vertrat diesen Wahlkreis bis zu seinem Verzicht auf eine erneute Kandidatur bei der Wahl am 11. Dezember 1993, woraufhin seine Parteifreundin Annette Hurley diesen Wahlkreis übernahm. Zu Beginn seiner Parlamentszugehörigkeit war er zwischen dem 1. Januar 1978 und dem 30. September 1982 Mitglied des Parlamentarischen Ausschusses für Landbesiedlung (Parliamentary Committee on Land Settlement).
Nach dem Sieg der Labor Party bei der Wahl am 6. November 1982 wurde Hemmings am 10. November 1982 in die Regierung von Premier John Bannon berufen und bekleidete in dieser bis zum 10. April 1984 die Ämter als Minister für Kommunalverwaltung (Minister of Local Government) und als Minister für Wohnungswesen (Minister of Housing). Im Zuge einer Umbildung der Regierung Bannon fungierte er zwischen dem 10. Februar 1984 und dem 14. Dezember 1989 Minister für Wohnungsbau und Bauwesen (Minister of Housing and Construction) sowie zugleich vom 19. Februar 1984 bis zum 14. Dezember 1989 als Minister für öffentliche Arbeiten (Minister of Public Works), ehe er zuletzt noch zusätzlich zwischen dem 20. April und dem 14. Dezember 1989 Minister für Angelegenheiten der Aborigines (Minister of Aboriginal Affairs) war. Nach dem Sieg der ALP bei der Wahl am 25. November 1989 wurde er allerdings nicht erneut in die Regierung Bannon berufen, sondern war vom 1. Februar 1990 bis zum 10. Februar 1992 erst Vorsitzender des Ständigen Parlamentarischen Ausschusses für öffentliche Arbeiten (Parliamentary Standing Committee on Public Works) sowie schließlich zwischen dem 12. Februar 1992 und dem 9. Februar 1994 Präsidierendes Mitglied des Ausschusses für Umwelt, Ressourcen und Entwicklung (Environment, Resources and Development Committee). Am 2. August 1990 wurde ihm der Höflichkeitstitel The Honourable verliehen.
Aus seiner am 27. September 1958 geschlossenen Ehe mit Joyce May Hemmings gingen zwei Töchter und zwei Söhne hervor.

## Hintergrundliteratur
- Parliament of South Australia: Statistical Record of the Legislature 1836–2007 (Memento vom 11. März 2019 im Internet Archive)

## Weblink
- Hon Terry Hemmings. In: Parlament von South Australia. Abgerufen am 22. April 2024 (englisch).